# 1592 en philosophie
Chronologie de la philosophie
- 1588
- 1589
- 1590
- 1591
- 1592
- 1593
- 1594
- 1595
- 1596

L’année 1592 a été marquée, en philosophie, par les événements suivants :

## Événements
- 23 mai : arrestation du philosophe italien Giordano Bruno. Rentré en Italie à l’invitation du patricien vénitien Giovanni Mocenigo, il est dénoncé par ce dernier à l’Inquisition, qui le condamne pour hérésie (30 juillet). Livré aux autorités romaines, il est emprisonné pendant huit ans au cours desquels est mené son procès sur les accusations de blasphème, conduite immorale et hérésie. Refusant de se rétracter, Bruno est brûlé sur le bûcher à Campo dei Fiori, le 17 février 1600[1].

## Publications
- Isaac Casaubon publie à Lyon une édition des Caractères de Théophraste traduite du grec au latin, augmentée en 1599 et publié chez Antoine de Harsy [2].
- Premier des cinq volumes des Commentarii Conimbricenses (« Commentaires de Coimbra »), commentaires sur les principales œuvres d'Aristote composés par les jésuites de l'université de Coimbra entre 1592 et 1606[3].

## Naissances
- 22 janvier à Champtercier (près de Digne-les-Bains) : Pierre Gassend, toujours connu sous le nom de Pierre Gassendi[4], mort à Paris le 24 octobre 1655, est un mathématicien, philosophe, théologien et astronome français.
- 28 mars à Uherský Brod en Moravie (Royaume de Bohême, actuelle République tchèque) : Comenius, né Jan Amos Komenský, mort le 15 novembre 1670 à Amsterdam (Pays-Bas), est un philosophe, grammairien et pédagogue tchèque.